# ラッセル・カーク・センター
ラッセル・カーク・センター・フォー・カルチュラル・リニューアル（Russell Kirk Center for Cultural Renewal）は、アメリカ合衆国ミシガン州メコスタを本拠地とする非営利教育機関である。ラッセル・カークの遺志を継ぐために設立された。伝統保守主義の推進活動で知られ、「Studies in Burke and His Time」や「The University Bookman」を定期的に刊行している。

## 「The University Bookman」
「The University Bookman」は、1960年にラッセル・カークが「A Quarterly Review of Educational Materials」として創刊した、継続的に発行されている米国で最も古い右派系書籍雑誌である。1960年から1990年までは、『ナショナル・レビュー』誌の購読者に無料で配布されていた。2005年にジェラルド・ラッセロが編集長に就任するまで、その歴史の大半はカーク家のメンバーが編集してきた。
主な寄稿者には、James Schall、Peter Augustine Lawler、Allan Carlson、John Lukacs、George Nashなどがいる。

## スタッフ
ラッセル・カーク・センターは、ラッセル・カークの亡人であるアネット・Y・カーク（Annette Y. Kirk）が会長、カークの義理の息子であるジェフリー・O・ネルソン（Jeffrey O. Nelson）が出版部門のディレクターを務めているほか、シニアフェローには、Ian Crowe, Bruce Frohnen、Vigen Guroian、George H. Nash、Marco Respinti、Jeffrey Polet、and Gleaves Whitneyらがおり、同センターの顧問には、T. Kenneth Cribb, Jr.、John Engler、Edwin J. Feulner、John Lukacs、Forrest McDonald、George H. Nashが名を連ねている。